# Natalia Dicenta

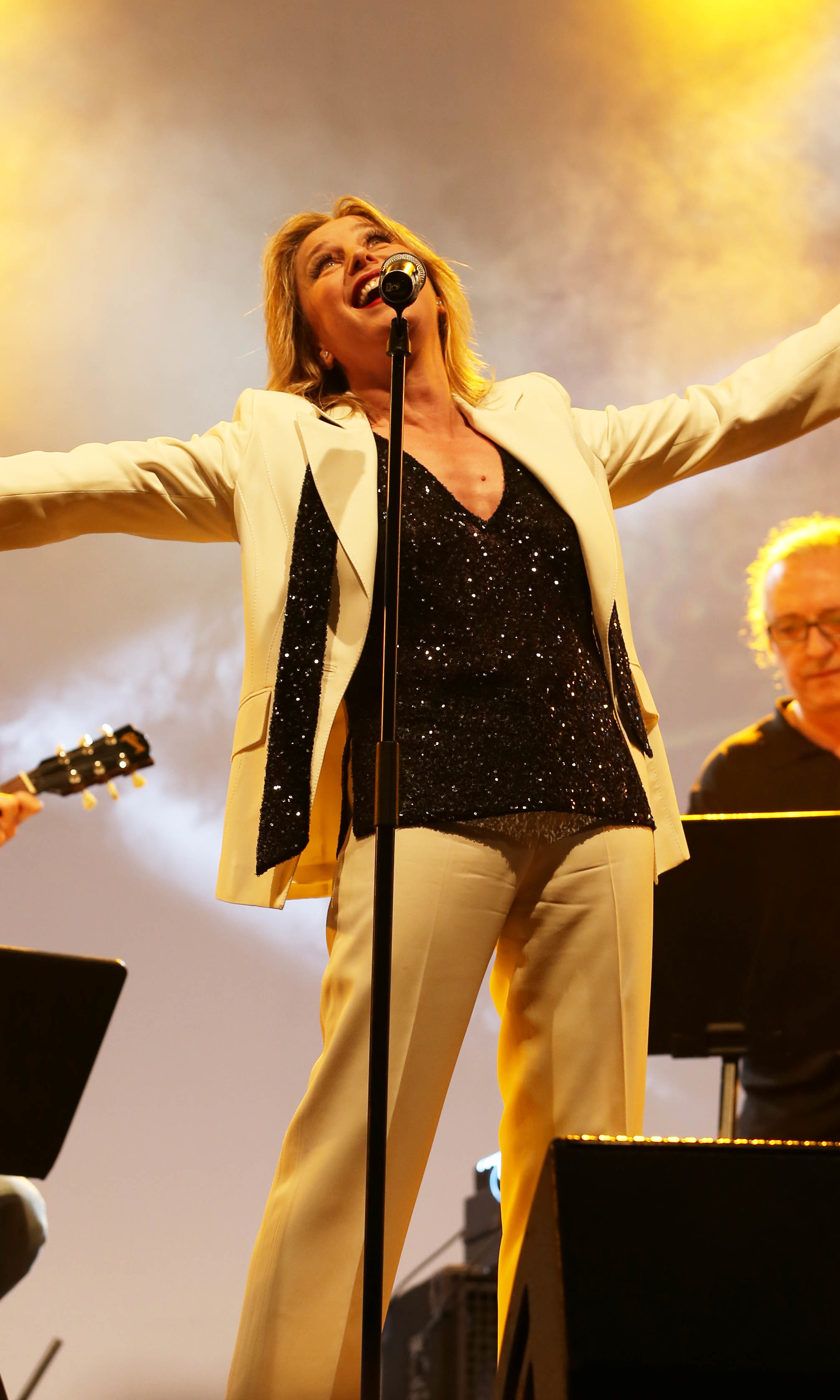
Natalia_Dicenta (2014)

Natalia Dicenta Herrera (* 6. Juli 1962 in Madrid) ist eine spanische Schauspielerin, Fernsehmoderatorin und Sängerin.

## Leben und Wirken
Dicentas Eltern, Lola Herrera und Daniel Dicenta, sind beide Schauspieler; Manuel Dicenta ist ihr Großvater. Ihren ersten Fernsehauftritt hatte sie 1974 im Alter von zwölf Jahren. 1975 spielte sie in einer Biographie von Selma Lagerlöf auf Televisión Española die Rolle der Selma als Kind. 1981 wirkte sie in dem Film Función de noche unter der Regie von Josefina Molina mit. Den Großteil der 1980er Jahre verbrachte sie jedoch auf der Theaterbühne.
Zwischen 1990 und 2006 war sie vermehrt als Filmschauspielerin tätig, um dann wieder als Theaterschauspielerin zu wirken. Insbesondere ihre Rolle als alternde Judy Garland in der spanischen Fassung von End of the Rainbow, einem Theaterstück von Peter Quilter, führte zu sehr guten Kritiken. Zuletzt war sie in der Fernsehserie El internado: Las cumbres (2021) zu sehen.
Weiterhin moderierte Dicenta zwischen 1998 und 2000 wöchentlich das Fernsehmagazin Lo tuyo es puro teatro, in dem sie Ereignisse des spanischen Theater- und Musiksektors präsentierte. Neben Berichten und von ihr geführten Interviews enthielt jede Folge von ihr selbst gesungene Lieder, bei denen sie vom Pianisten Vicente Borland begleitet wurde. In der Folge trat sie auch als Sängerin, vor allem im Bereich des Jazz, auf.

## Filmographie (Auswahl)
- Propiedad privada (2006)
- Mujeres en el parque (2006)
- The Nun (2005)
- Cásate conmigo, Maribel (2002)
- ¡Hasta aquí hemos llegado! (2002)
- El florido pensil (2002)
- Der Obrist und die Tänzerin (2002)
- Gatos (2002)
- Zapping (1999)
- Grandes ocasiones (1998)'
- Un paraguas para tres (1992)

## Diskographische Hinweise
- 2001: Sensa paura (mit Ornella Vanoni)
- 2011: Al final del arcoiris
- 2013: Colours